# Bahnhof Düsseldorf-Bilk
Der Bahnhof Düsseldorf-Bilk ist ein Bahnhof in der nordrhein-westfälischen Landeshauptstadt Düsseldorf. Er liegt an der Bahnstrecke Mönchengladbach–Düsseldorf und wird von Zügen des Regionalverkehrs und von S-Bahnen der S-Bahn Rhein-Ruhr angefahren.

## Lage, Bahnhofsanlagen und Architektur
Der Bahnhof liegt etwa zwei Kilometer südwestlich des Düsseldorfer Hauptbahnhofs an der Schnittstelle der Stadtteile Bilk, Unterbilk und Friedrichstadt. Er befindet sich in Hochlage am südlichen Ende der Friedrichstraße in zentraler Lage unweit der Düsseldorf Arcaden und vieler weiterer Geschäfte.
Er verfügt über zwei Mittelbahnsteige, einen an der Fernbahnstrecke für Regionalzüge, und einen an der S-Bahnstrecke. Östlich schließt sich eine viergleisige Eisenbahnbrücke über die Friedrichstraße an. 
Direkt nördlich dieser Brücke befinden sich seit 2016 die oberirdischen Bahnsteige der Wehrhahn-Linie der Stadtbahn Düsseldorf, an die sich nur wenige Meter nördlich die Rampe zum unterirdischen Abschnitt in Richtung Wehrhahn anschließt. Zunächst war geplant, einen viergleisigen U-Bahnhof an den geplanten Stammstrecken 3 (Wehrhahn-Linie) und 4 zu bauen. Die Planungen für die vierte Stammstrecke wurden vollständig verworfen.
Der Bahnhof wird von DB Station&Service in die Preisklasse 4 eingestuft. Der Haupteingang an der Stadtbahnhaltestelle besteht aus einer kleinen Passage mit einem Kiosk. Im Rahmen des Ausbaus wurde die rechts neben dem Kiosk liegende, ehemalige Ladenfläche zum Zugang für den Regionalbahnsteig umgebaut. Dieser umfasst neben einer Treppe einen Aufzug. Außerdem wurden im Bahnhofsumfeld die Wände, und die Unterführung an der Burghofstraße mit kunstvollen Malereien versehen. Der Personentunnel an der Burghofstraße wurde mittels fertiger Tunnelsegmente verlängert und an den bereits bestehenden Teil der Unterführung angeschlossen. Ein direkter Zugang zu den benachbarten Düsseldorf Arcaden existiert trotz direkter, räumlicher Nähe nicht. Es ist geplant, die Unterführung an der Friedrichstraße im Rahmen der Umbaumaßnahmen vor dem Bahnhof zu sanieren.

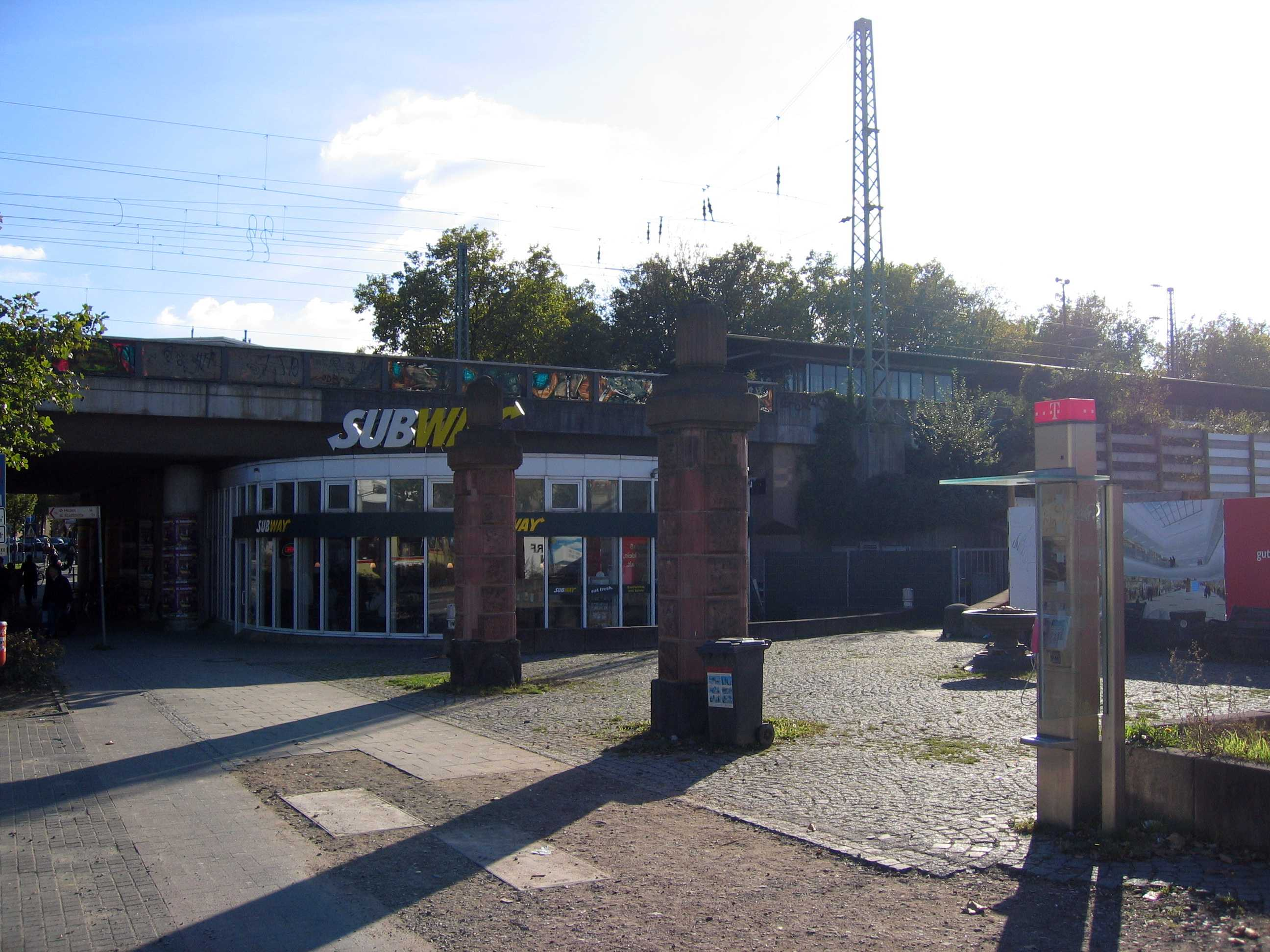
Nordseite des Bahnhofes mit den zwei … (2007)
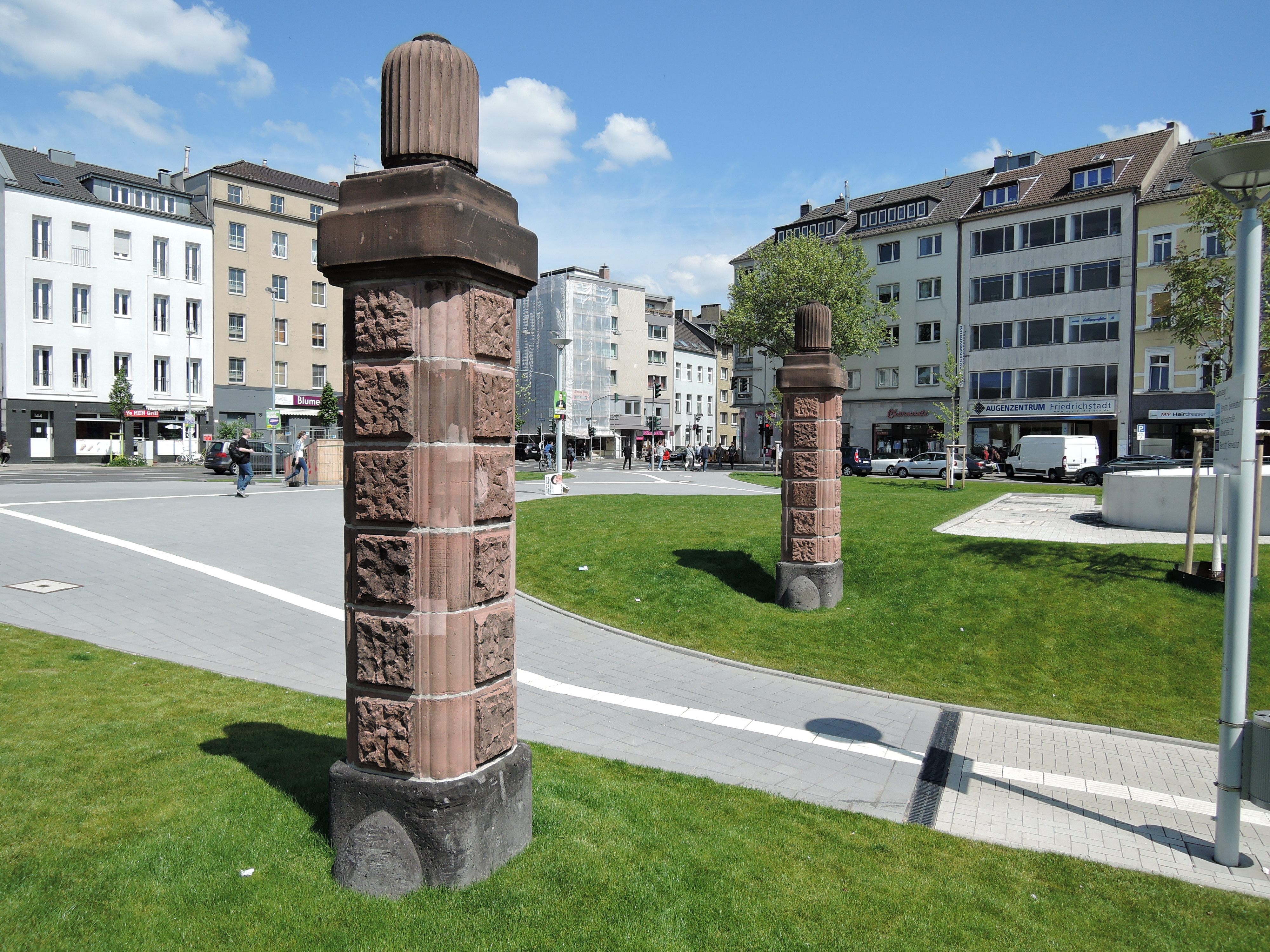
… mittlerweile ans Nordende des Bilker U-Bahnhofs verschobenen Säulen (2017)
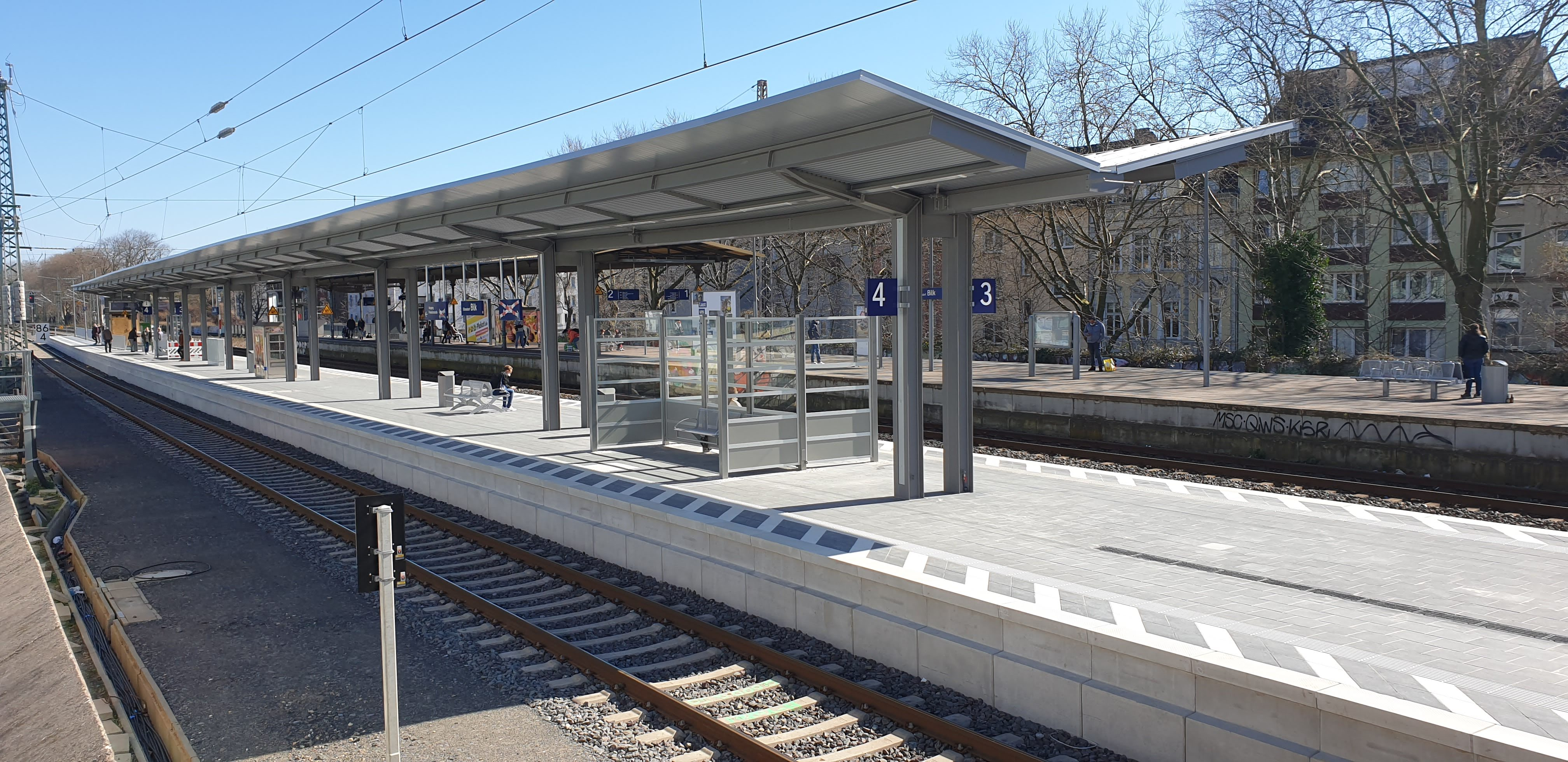
Bahnsteig für Regionalzüge im Vordergrund, Blickrichtung Ost
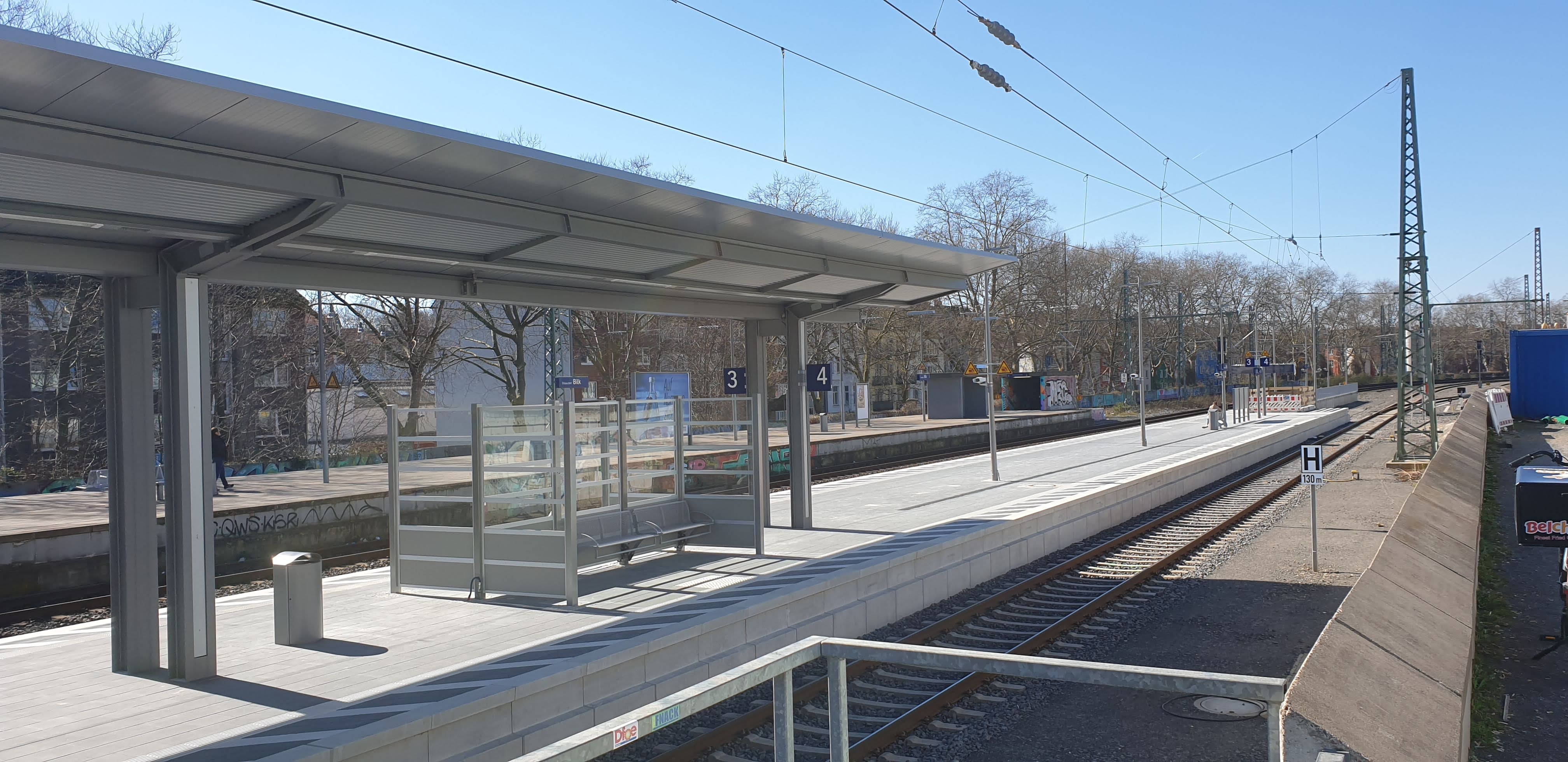
Bahnsteig für S-Bahnen im Hintergrund, Blickrichtung West

## Barrierefreiheit
Der S-Bahnsteig ist über zwei Zugänge und einen Schrägaufzug erreichbar; der Regionalbahnsteig hat ebenfalls zwei Zugänge. Der Aufzug am Ausgang zur Friedrichstraße wurde Ende Mai 2022 in Betrieb genommen. Die Höhe des Regionalbahnsteigs liegt bei 76 cm, jene des S-Bahnsteiges bei 96 cm. Aufgrund der Umstellung auf Züge mit niedrigerer Fußbodenhöhe bei der S-Bahn Rhein-Ruhr kann in die Linien S8 und S28 nicht mehr stufenfrei eingestiegen werden. 

## Geschichte
Gleichzeitig mit Eröffnung des neuen Centralbahnhofs (heute Düsseldorf Hauptbahnhof) im Jahr 1891 wurde der Bahnhof Düsseldorf-Bilk eingeweiht. Er besaß zunächst einen schlichten Mittelbahnsteig und ein Empfangsgebäude.
1908 wurde mit dem Bau des Güterbahnhofs Bilk auch der Personenbahnhof erweitert. Das Gebäude wurde erweitert und der Bahnsteig bekam eine Überdachung. Außerdem wurde der Bahnsteig durch einen Personen- und Gepäcktunnel erschlossen. Dies war nötig, da die Strecke zwischen Neuss und dem Hauptbahnhof viergleisig ausgebaut wurde.
Bis 1984 hat sich der Bahnhof kaum verändert, danach erfolgte der große Umbau für die S-Bahn. Der Zugang wurde zur Friedrichstraße umgebaut und ein zusätzlicher Zugang auf der Westseite errichtet. Vom ehemaligen Personenbahnhof Düsseldorf-Bilk blieb außer der 1906 errichteten Bahnsteigüberdachung nichts übrig. Das Empfangsgebäude vom Ende des 19. Jahrhunderts wurde 1986 abgerissen. Vom Abriss zunächst verschont blieben nur zwei Säulen des historischen Gebäudes, welche allerdings im Dezember 2007 wegen der Platzumgestaltung vor den Düsseldorf Arcaden ebenfalls abgebrochen wurden.
Der am 11. April 1987 eröffnete Haltepunkt Düsseldorf-Bilk wurde im Zuge des Umbaus der Bahnstrecke zwischen Düsseldorf und Neuss und Neubaus der S-Bahn-Strecke eingerichtet.
Zwischen 2010 und 2016 war die Umgebung des Bilker Bahnhofs durch die Bauarbeiten für die Wehrhahn-Linie geprägt. 2010 startete dort der erste Tunnelbohrer. Zwischen 2012 und 2016 mussten provisorische Bus- und Straßenbahnhaltestellen in den angrenzenden Seitenstraßen eingerichtet werden, da diese nicht mehr direkt vor dem Bahnhof halten konnten.
Ende der 2010er Jahre wurde die Errichtung eines zweiten Bahnsteigs an den Ferngleisen, sowie die Modernisierung des S-Bahn-Haltepunkts und der Einbau eines Aufzuges in Angriff genommen, damit neben S-Bahnen auch wieder Regionalbahnen und Regional-Express-Züge in Düsseldorf-Bilk halten können. Die Bauarbeiten begannen im Februar 2019 und sollten ursprünglich im Dezember 2020 abgeschlossen sein. Aufgrund von Planungsfehlern wurde die Inbetriebnahme in den März 2022 verschoben. Die Kosten stiegen von 33 auf 40 Millionen Euro. Im Zuge der Arbeiten wurde ein Gleis verlegt, um Platz für den zusätzlichen Bahnsteig zu schaffen. Des Weiteren wurden Weichenarbeiten, eine Anpassung der Leit- und Sicherungstechnik sowie Lärmschutzmaßnahmen durchgeführt. Die Arbeiten erfolgten bei laufendem Betrieb mit Sperrpausen.
Am 18. März 2022 wurde der neugebaute Bahnsteig für Regionalzüge an den Fernbahngleisen in Betrieb genommen.

## Linien
2023 wird der Bahnhof im SPNV von vier Regional-Express-, einer Regionalbahn- und drei S-Bahnlinien angefahren. Darüber hinaus bestehen im Nahverkehr in Düsseldorf Anschlüsse zu vier Stadtbahnlinien, zwei Buslinien, einer Schnellbuslinie und einer NachtExpress-Linie:

### RE, RB, S-Bahn
| Linie      | Verlauf | Takt                                                                                         |
| ---------- | --- | -------------------------------------------------------------------------------------------- |
| RE 4       | Wupper-Express: Aachen Hbf – Aachen Schanz – Aachen West – Herzogenrath – Kohlscheid (einzelne Züge) – Übach-Palenberg – Geilenkirchen – Lindern – Hückelhoven-Baal – Erkelenz – Rheydt Hbf – Mönchengladbach Hbf – Neuss Hbf – Düsseldorf-Bilk – Düsseldorf Hbf – Wuppertal-Vohwinkel – Wuppertal Hbf – Wuppertal-Barmen – Wuppertal-Oberbarmen – Schwelm – Ennepetal (Gevelsberg) – Hagen Hbf – Wetter (Ruhr) – Witten Hbf – Dortmund Hbf Stand: Fahrplanwechsel Dezember 2023 | 60 min                                                                                       |
| RE 6 (RRX) | Rhein-Weser-Express: Köln/Bonn Flughafen – Köln Hbf – Dormagen – Neuss Hbf – Düsseldorf-Bilk – Düsseldorf Hbf – Düsseldorf Flughafen – Duisburg Hbf – Mülheim (Ruhr) Hbf – Essen Hbf – Wattenscheid – Bochum Hbf – Dortmund Hbf – Kamen – Hamm (Westf) Hbf – Heessen – Ahlen (Westf) – Beckum-Neubeckum – Oelde – Rheda-Wiedenbrück – Gütersloh Hbf – Bielefeld Hbf – Herford – Löhne (Westf) – Bad Oeynhausen – Porta Westfalica – Minden (Westf) Stand: Fahrplanwechsel Dezember 2023 | 60 min                                                                                       |
| RE 10      | Niers-Express: Kleve – Bedburg-Hau – Goch – Weeze – Kevelaer – Geldern – Nieukerk – Aldekerk – Kempen (Niederrhein) – Krefeld Hbf – Krefeld-Oppum – Meerbusch-Osterath – Düsseldorf-Bilk – Düsseldorf Hbf Stand: Fahrplanwechsel Dezember 2023 | 30 min (werktags) 60 min (Wochenenden/Feiertage)                                             |
| RE 13      | Maas-Wupper-Express: Venlo – Kaldenkirchen – Breyell – Boisheim – Dülken – Viersen – Mönchengladbach Hbf – Neuss Hbf – Düsseldorf-Bilk – Düsseldorf Hbf – Wuppertal-Vohwinkel – Wuppertal Hbf – Wuppertal-Barmen – Wuppertal-Oberbarmen – Schwelm – Ennepetal (Gevelsberg) – Hagen Hbf – Schwerte (Ruhr) – Holzwickede – Unna – Bönen – Hamm (Westf) Hbf Stand: Fahrplanwechsel Dezember 2023 | 60 min                                                                                       |
| RB 39      | Düssel-Erft-Bahn: (Düsseldorf Hbf – Düsseldorf-Bilk –)* Neuss Hbf – Holzheim (b. Neuss) – Kapellen-Wevelinghoven – Grevenbroich – Gustorf – Frimmersdorf – Bedburg (Erft) * nur wochentags sowie am Wochenende in Tagesrandlage Stand: Fahrplanwechsel Dezember 2021 | 60 min 30 min (Neuss–Grevenbroich wochentags)                                                |
| S 8        | Hagen Hbf – HA-Wehringhausen – HA-Heubing – HA-Westerbauer – Gevelsberg-Knapp – Gevelsberg Hbf – Gevelsberg-Kipp – Gevelsberg West – Schwelm – Schwelm West – W-Langerfeld – W-Oberbarmen – W-Barmen – W-Unterbarmen – Wuppertal Hbf – W-Steinbeck – W-Zoologischer Garten – W-Sonnborn – W-Vohwinkel – Haan-Gruiten – Hochdahl-Millrath – Hochdahl – Erkrath – D-Gerresheim – D-Flingern – Düsseldorf Hbf – D-Friedrichstadt – D-Bilk – D-Völklinger Straße – D-Hamm – NE Rheinpark-Center – NE Am Kaiser – Neuss Hbf – Büttgen – Kleinenbroich – Korschenbroich – MG-Lürrip – Mönchengladbach Hbf Stand: Fahrplanwechsel Dezember 2023 | 30 min 60 min (Hagen–Oberbarmen) 20 min (Oberbarmen–M’gladbach wochentags)                   |
| S 11       | D-Flughafen Terminal – D-Unterrath – D-Derendorf – D-Zoo – D-Wehrhahn – Düsseldorf Hbf – D-Friedrichstadt – D-Bilk – D-Völklinger Straße – D-Hamm – NE Rheinparkcenter – NE Am Kaiser – Neuss Hbf – Neuss Süd – Norf – NE-Allerheiligen – Nievenheim – Dormagen – Dormagen-Chempark – Köln-Worringen – K-Blumenberg – K-Chorweiler Nord – K-Chorweiler – K-Volkhovener Weg – K-Longerich – K-Geldernstraße/Parkgürtel – K-Nippes – K-Hansaring – Köln Hbf – K-Messe/Deutz – K-Buchforst – K-Mülheim – K-Holweide – K-Dellbrück – Duckterath – Bergisch Gladbach Stand: Fahrplanwechsel Dezember 2023                                     | 20 min                                                                                       |
| S 28       | Kaarster See – Kaarster Bahnhof – Kaarst Mitte/Holzbüttgen – IKEA Kaarst – Neuss Hbf – NE Am Kaiser – NE Rheinpark-Center – D-Hamm – D-Völklinger Straße – D-Bilk – D-Friedrichstadt – Düsseldorf Hbf – D-Flingern – D-Gerresheim – Erkrath Nord – Neanderthal – Mettmann Zentrum – Mettmann Stadtwald – Hahnenfurth-Düssel – W-Vohwinkel – W-Zoologischer Garten – W-Steinbeck – Wuppertal Hbf Stand: Fahrplanwechsel Dezember 2023 | 20 min (wochentags) 20/40 min (Mettmann–Wuppertal wochentags) 30 min (Wochenenden/Feiertage) |

### Städtischer ÖPNV
| Linie | Verlauf | Takt   |
| ----- | --- | ------ |
|       | ( D-Rath 1 – Rotdornstraße – D-Rath Mitte – Am Schein – Haeselerstraße – ) Heinrichstraße 2 – Hansaplatz – Grunerstraße – Brehmplatz – Schillerplatz – Uhlandstraße – D-Wehrhahn – U Pempelforter Straße – U Schadowstraße – U Heinrich-Heine-Allee – U Benrather Straße – U Graf-Adolf-Platz – U Kirchplatz – D-Bilk – Suitbertusstraße – Südring – Flehe, Aachener Platz – Volmerswerther Straße – Krahkampweg – D-Volmerswerth, Hellriegelstraße3 Niederflurbetrieb der Rheinbahn; Abschnitt 2–3 dieser Linie gehört zum Düsseldorfer Nachtnetz; Abschnitt 1–2: Betrieb nur Mo–Fr 6–20 Uhr und Sa 9–20 Uhr; Abweichender Takt im Abschnitt 2–3: samstags 0–4 Uhr alle 30 min und 9–20 Uhr alle 10 min sowie sonn- und feiertags 0–4 Uhr und 5–9 Uhr alle 30 min und 13–20 Uhr alle 15 min | 20 min |
|       | Ratingen Mitte – Weststraße – Europaring – Gerhardstraße – Ratingen, Felderhof – D-Hubertushain – Hirschweg – Oberrath – Rather Waldstadion (D-Rath , 400 m) – Rather Broich – Mörsenbroicher Weg – Graf-Recke-Straße – Vautierstraße – Schlüterstraße/Arbeitsagentur – Engerstraße – Lindemannstraße – Uhlandstraße – D-Wehrhahn – U Pempelforter Straße – U Schadowstraße – U Heinrich-Heine-Allee – U Benrather Straße – U Graf-Adolf-Platz – U Kirchplatz – D-Bilk – Karolingerplatz – Auf’m Hennekamp – Uni-Kliniken – Universität Nord/Christophstraße – Südpark – Werstener Dorfstraße – Opladener Straße – Ickerswarder Straße – Elbruchstraße – Holthausen – Niederheid – Am Trippelsberg – Schöne Aussicht – Kappeler Straße – Schloss Benrath – Urdenbacher Allee – D-Benrath – D-Benrath, Betriebshof Niederflurbetrieb der Rheinbahn; Linie gehört zum Düsseldorfer Nachtnetz; Abweichender Takt: So 13–20 Uhr alle 15 min, Mo–Fr 21–23, Sa–So 20–23 Uhr, Sa 6–9 Uhr und So 9–13 Uhr alle 20 min, Sa–So 0–4 Uhr und So 5–9 Uhr alle 30 min | 10 min |
|       | D-Gerresheim – Morper Straße –Hardenbergstraße – Dörpfeldstraße – Schönaustraße – Gerresheim Rathaus – Von-Gahlen-Straße – Friedingstraße – Auf der Hardt/LVR-Klinikum → Vor der Hardt – Pöhlenweg – Staufenplatz – Schlüterstraße/Arbeitsagentur – Engerstraße – Lindemannstraße – Uhlandstraße – D-Wehrhahn – U Pempelforter Straße – U Schadowstraße – U Heinrich-Heine-Allee – U Benrather Straße – U Graf-Adolf-Platz – U Kirchplatz – D-Bilk – Karolingerplatz – Auf’m Hennekamp – Uni-Kliniken – Universität Nord/Christophstraße – Südpark – D-Universität Ost/Botanischer Garten Niederflurbetrieb der Rheinbahn; Linie gehört nicht zum Düsseldorfer Nachtnetz; Abweichender Takt: So 13–20 Uhr alle 15 min, Mo–Fr 21–0 Uhr (ab 29.08.2018, davor 20–0 Uhr), Sa 6–9 Uhr und So 9–13 Uhr alle 20 min, Sa–So 5–9 Uhr alle 30 min | 10 min |
|       | D-Gerresheim, Krankenhaus – Heinrich-Könn-Straße – Auf der Hardt/LVR-Klinikum – Pöhlenweg – Staufenplatz – Schlüterstraße/Arbeitsagentur – Engerstraße – Lindemannstraße – Uhlandstraße – D-Wehrhahn – U Pempelforter Straße – U Schadowstraße – U Heinrich-Heine-Allee – U Benrather Straße – U Graf-Adolf-Platz – U Kirchplatz – D-Bilk – Suitbertusstraße – Südring – Flehe, Aachener Platz – Volmerswerther Straße – Krahkampweg – D-Volmerswerth, Hellriegelstraße Niederflurbetrieb der Rheinbahn; Linie gehört nicht zum Düsseldorfer Nachtnetz Abweichender Takt: Mo–Sa 21–0 Uhr und So alle 30 Minuten | 20 min |
| M 3   | Lörick, Am Seestern – Niederkasseler Kirchweg – Oberkassel, Belsenplatz – Jugendherberge – Landtag/Kniebrücke – Kirchplatz – D-Bilk ← Bilk, Moorenstraße – Universität Mitte – Universität Südost – Münchener Straße – Itter, Friedhof – Holthausen – Niederheider Straße – D-Reisholz keine weiteren Haltestellen; Mo–Fr 7–21 Uhr und Sa 9–21 Uhr alle 20 min | 20 min |
| 835   | Niederkassel, Comeniusplatz – Oberkassel, Belsenplatz – Landtag/Kniebrücke – Kirchplatz – Bilk – Universität Süd – Himmelgeist – Itter – Holthausen – Reisholz – In der Steele | 20 min |
| 836   | Am Seestern – Oberkassel, Belsenplatz – Landtag/Kniebrücke – Kirchplatz – Bilk – Universität Süd | 20 min |
| NE 7  | Düsseldorf Hbf → Oststraße → Steinstraße → Benrather Straße → Graf-Adolf-Platz → Kirchplatz → Bilk → Merowingerplatz → Uni-Kliniken → Südpark → Universität → Himmelgeist → Itter → Holthausen → Reisholz – Reisholz → Hassels → Urdenbacher Allee → Urdenbach, Südallee → Benrath → Urdenbacher Allee → Schloss Benrath → Holthausen → Universität → Südpark → Uni-Kliniken → Merowingerplatz → Bilk → Kirchplatz → Graf-Adolf-Platz → Benrather Straße → Heinrich-Heine-Allee → Jacobistraße → Charlottenstraße/Oststraße → Düsseldorf Hbf | 60 min |